# علي كارتر
علي كارتر (بالإنجليزية: Ali Carter)‏ هو لاعب سنوكر بريطاني، ولد في 25 يوليو 1979 في كولشيستر في المملكة المتحدة.

## وصلات خارجية
- علي كارتر على موقع CueTracker.net (الإنجليزية)
- علي كارتر على موقع بطولة العالم للسنوكر (الإنجليزية)